# جبهة الضمير
جبهة الضمير هي تكتل سياسي تشكل في 9 فبراير 2013  ، وعينت الجبهة منسقها العام المهندس حاتم عزام ليكون متحدثا رسميا باسمها.

## الشخصيات البارزة[3]
- محمد سليم العوا
- محمد البلتاجي
- حلمي الجزار
- عصام سلطان
- معتز بالله عبد الفتاح
- سيف عبد الفتاح
- محمد محسوب
- حاتم عزام
- إبراهيم المعلم
- ثروت بدوي
- أحمد كمال أبو المجد
- إبراهيم يسري
- زكريا عبد العزيز
- وليد شرابي
- جمال جبريل
- عمرو عبدالهادى
- وائل قنديل
- منار الشوربجي
- سمير عليش
- رفيق جريش
- سامح فوزي
- عزة سليم
- محمد الجوادي
- سلامة عبد الحميد
- نيفين ملك